# Blender (magazyn)
Blender – amerykański magazyn muzyczny, który sam określał siebie jako "ostateczny poradnik muzyczny i coś więcej". Magazyn był znany z publikacji zdjęć o lekkim zabarwieniu erotycznym uznanych gwiazd muzycznych. Czasopismo wydawane było przez jeden z największych niezależnych koncernów wydawniczych Dennis Publishing.